# László Lékai
László Lékai, madžarski rimskokatoliški duhovnik, škof in kardinal, * 12. marec 1910, Zalalövő, Avstro-Ogrska (danes: Madžarska); † 30. junij 1986, Esztergóm (Ostrogon) Madžarska.

## Življenjepis
László Lékai je bil madžarski katoliški duhovnik, škof in kardinal.

Rodil se je 12. marca 1910 v mestu Zalalövő na Ogrskem. Kraj leži kakih 30 km zračne črte SV od Murske Sobote v županiji Zala na Madžarskem in šteje okrog 3000 prebivalcev. V jubilejnem letu 2000 so mu postavili doprsni kip v rojstnem kraju v Milenijskem parku poleg vodometa. Pogled upira proti župnijski cerkvi svetega kralja Ladislava. Njegova rojstna hiša v ulici Sándorja Petőfija stoji še danes in na njenem pročelju stoji spominska plošča z napisom: "V tej hiši se je rodil 12. marca 1910 kardinal in madžarski primas László Lékai" kot prvorojenec v globoko verni družini. Kardinalov oče János Lung je bil pečarski mojster; v letni hišici poleg – ki je bila nekdaj lončarska delavnica – je še vedno mogoče videti krušno lončeno peč, ki jo je izdelal. 
Ljudsko šolo je končal v domačem kraju. Od tod je odšel Ladislav v gimnazijo v Veliko Kanižo in se kot šestoletnik vpisal v škofijsko semenišče. Nadaljeval je pri vespremskih piaristih. Po njegovih lastnih besedah je na izbiro duhovniškega poklica in na zavestno vztrajanje v tem stanu nanj najbolj vplival mladi veroučitelj Ferenc Krizsala, ki je prav v tistih letih začel poučevati verouk v Kaniži. 
1928 je nadarjenega mladeniča škof poslal v Rim, v od jezuitov vodeni Collegium Germanicum et Hungaricum. Študije je 1936 dokončal na jezuitski Gregoriani z doktoratom iz teologije. V duhovnika je bil posvečen tudi v Rimu 28. oktobra 1934. 

Ko se je vrnil domov, je bil v vespremski škofiji kaplan, profesor dogmatike  v vespremskem bogoslovju ter prefekt v semenišču, škofov svetovalec in tajnik. 1940 je nemško zveneči priimek »Lung« spremenil v znamenje protesta zoper nacistično agresivno politiko v »Lékai”. V začetku marca 1944 je Pij XII. imenoval novega nadpastirja na že deset mesecev izpraznjeni vespremski škofijski sedež – in on mu je postal tajnik. Novembra 1944 so ga skupaj z novim vespremskim škofom Jožefom Mindszentyjem internirali nacionalistični »strelci« (»nyilasok«) v Sopronkőhiški zapor.  Pol leta po osvoboditvi je postal Mindsenti ostrogonski nadškof, Lekai pa je še naprej opravljal tajniško službo pri novem vespremskem škofu Bánássu. 1948. leta je tudi njega prizadelo komunistično preganjanje katoliške Cerkve: nagnali so ga s škofije župnikovat od 1948-1959 v Balatonlelle, Zalaszentiván ter Badacsonytomaj. 

### Škof, kardinal in primas
8. februarja 1972 ga je Pavel VI. imenoval za naslovnega škofa girsko-tarasijske škofije (Dioecesis Girensis-Tarasii), ter za vespremskega apostolskega upravitelja. 16. marca 1972 je prejel škofovsko posvečenje. Za škofovsko geslo si je izbral besede iz Jobove knjige: »Succisa virescit« (»Posekano drevo bo ozelenelo«); temu podoben škofovski grb naj bi v tistih železnih časih budil upanje, da bo Cerkev tudi v preizkušnjah lahko delovala in napredovala. 10. februarja 1976  ga je Pavel VI. imenoval za naslednika ostrogonskemu nadškofu in primasu Jožefu Mindszentyju, a 24. maja 1976 ga je imenoval za kardinala. 

Svoje geslo ob prevzemu primaškega položaja je razložil kot namigovanje na pretrpljeno preganjanje v času Stalina in  Rákosija, pa tudi na upanja poln nov začetek. Povzel ga je v dveh točkah: po eni strani želi biti svoji škofiji kot dobrosrčen oče, ki vodi ljudi k Bogu, po drugi strani pa želi voditi kot predsednik škofov Cerkev na Madžarskem po poti krščanskih vrednot. Njegovo geslo in grb izražata upanje v obdobju, ki se je zdelo brezupno. Kljub nasprotovanjem so na Madžarskem skozi celo to obdobje ohranili šest katoliških gimnazij s pravico javnosti.  

### Politika malih korakov
.
Kardinala Ladislava so kar na splošno poimenovali kot „A ’kis lépések’ prímása’” (»Primasa malih korakov«). 

V povezanosti s pokoncilsko vatikansko »vzhodno politiko« se je tudi on odločil za t. im. politiko "malih korakov". Skozi desetletje je neutrudno deloval dušnopastirsko. Čeprav brez dovoljenja predsednika Državnega cerkvenega urada ni smel storiti ničesar, je dan za dnem poskušal po poti malih korakov doseči uspehe. Eden od takih je bila vrnitev krone svetega Štefana iz ameriškega vojaškega oporišča Fort Knoxa nazaj v Budimpešto 5. januarja 1978. 
Ladislav je skozi celo življenje dokazoval svojo hvaležnost jezuitom za prejeto vzgojo. Njegovi diplomatski sposobnosti gre zahvala za še en izreden dogodek: obisk jezuitskega generala Arrupeja na Madžarskem v času, ko uradno tam jezuitom še ni bilo dovoljeno delovanje. Navezal je dobre stike tudi s predsednikom ÁEH -ja, ki je imel podobno vlogo kot predsednik nekdanje jugoslovanske Komisije za verska vprašanja. 
 Dobre odnose je z njim ohranjal, da bi omogočil vsaj minimalne dušnopastirske in zavodske pogoje za versko življenje. Želel je omogočiti tisto, kar je bilo v danih okoliščinah možno doseči in zagotoviti za cerkveno delovanje potreben mir. 

Ladislavovo prilagodljivo politiko kot tudi Casarolijevo »vzhodno politiko« so mnogi obsojali doma in po svetu. Pravili so, da je »cerkvena diplomacija« pozabila na »mučeniško Cerkev«. Zgodovina bo z večje oddaljenosti prinesla glede tega ustreznejšo oceno. Nihče pa ne more očitati kardinalu Lekaju nezvestobe do Cerkve. 

### Geslo in grb
Ni slučajno, da si je za škofovsko geslo vzel besede iz Jobove knjige: »Succisa virescit«.  

V škofovskem grbu označuje lončena posoda njegovo poreklo, saj je bil njegov oče Janez piskrovez, lončar in pečar. Drevesce, ki raste iz lončka, pa namiguje na takšne življenjske in biološke zakone, ki se uresničujejo tudi v preizkušnjah, ki spremljajo življenje Cerkve. 

## Smrt in spomin
Kardinal Ladislav je umrl 30. junij]a 1986 v Esztergomu. Pokopan je v ostrogonski baziliki. 

### Odlikovanja
Ladislav Lékai je dobil odlikovanje zato, ker je med Drugo svetovno vojno kot tajnik veszpremskega škofa Julijana Czapika  veliko storil za namestitev poljskih beguncev v okolici Blatnega jezera – zlasti še okoli Keszthelya.

Ob posmrtnem prejemu odlikovanja je kardinal Peter Erdő med drugim dejal:
Kardinala Ladislava Lékaja so poznali in ljubili kot človeka, ki je bil navzoč med ljudmi s prefinjenim humorjem in pozornostjo; takoj je opazil probleme malega človeka in vedno premogel prijazno besedo in dobro zamisel, s katero je znal rešiti težke razmere. Pred 75 leti – 18. septembra 1939 – je Madžarska odprla svoje meje poljskim beguncem; to je omogočilo več kot sto tisočem Poljakov prebeg na Madžarsko. 

### Ocena
Njegovo življenjsko pot so nekateri opisovali kot „A fazekaskorongtól a bíborig” („Od piskroveza do škrlata”).

 Ne le jezuitski zgodovinar Ferenc Szabó, ampak tudi drugi doma in v inozemstvu so mu očitali, da je do komunističnih oblasti preveč uslužen.

Na „večje korake” in odločnejše javno nastopanje je kardinala pozval z odprtim pismom tudi oporečnik György Bulányi v časopisu „Beszélő Online”, kjer med drugim naštetimi točkami opozarja na spoštovanje človeškega življenja, v prid čemur naj bi kardinal povzdignil svoj glas: 
Glede na doslej rečeno moramo biti v »službi življenja«, da bi ga imeli v izobilju . V službi življenja bi bilo realno pričakovanje, da naj bi štele naše družine po štiri, pet, šest in več otrok; da bi matere, ki vzgajajo otroke, ostajale doma; da bi bilo mogoče preživeti z eno plačo. Soočamo se namreč z grozečo narodno smrtjo; lansko leto nas je manj za dva tisoč; pričakujejo, da nas bo kmalu manj za nekaj stotisočev. Od vojne sem smo samo s splavi obsodili na smrt pet milijonov življenj. Izgube pri Mohaču in Donskem rokavu so v primeri s tem komaj omembe vredne. Ateisti so že pogumno dvignili svoj glas. Družine, ki pripadajo našim malim občinam, s svojim življenjem protestirajo zoper največnjo nemoralnost naše družbe: v cilju življenjskega standarda narod požira svoje lastne otroke.
Glede na svojo zgodovinsko vlogo je bil obenem njen določitelj in žrtev. S tem, da je upošteval »male korake«, je pa le omilil usodne napetosti, kar je omogočilo Cerkvi sorazmeren mir. Tako je lahko začel zidati nove cerkve in odpirati nove cerkvene ustanove kot „Dobrodelni dom Janeza XXIII.” (1981),  »Dom za slepe in prizadete otroke« (1982) v več župnijah, »Dom duhovnih vaj sv. Gerarda« v Leányfalú... 

"Vse je napravil z namenom, da bi čim bolj okrepil Cerkev . Njegovi mali koraki v času proticerkvene diktature so pomenili pomembne korake. Temu, da ni mogel delati velikih korakov, ni bil vzrok on, ampak nasproti njemu stoječa mnogo močnejša in večja sila. Marsikdo pripominja, da na njegovem mestu nihče ne bi mogel takrat delati velikih korakov." 